# María Belén Dutto
María Belén Dutto (ur. 22 maja 1987 w Alta Gracia) – argentyńska kolarka BMX, brązowa medalistka mistrzostw świata.

## Kariera
Największy sukces w karierze María Belén Dutto osiągnęła w 2006 roku, kiedy zdobyła brązowy medal w konkurencji cruiser podczas mistrzostw świata w São Paulo. W zawodach tych wyprzedziły ją jedynie Francuzka Laëtitia Le Corguillé oraz Samantha Cools z Kanady. Był to jedyny medal wywalczony przez Dutto na międzynarodowej imprezie tej rangi. W tej samej konkurencji zajęła siódmą pozycję na rozgrywanych rok później mistrzostwach w Victorii. W 2008 roku wzięła udział w igrzyskach olimpijskich w Pekinie, ale nie weszła do finału.